# Tomaž Nose
Tomaž Nose (2 d'abril de 1982) és un ciclista eslovè, que fou professional des del 2004 fins al 2014.
L'agost de 2007, després d'un any de la seva primera victòria a la Volta a Eslovènia, va donar positiu per Testoviron, un medicament prohibit que Nose tenia autorització per us terapèutic. No obstant, aquesta autorització expedida pel Comitè Olímpic d'Eslovènia no era vàlida en curses de la Unió Ciclista Internacional, sent necessari un permís emès per l'UCI. Per tant, la federació eslovena de ciclisme el va sancionà amb una suspensió de 20 mesos i la retirada de les seves dos victòries a la Volta a Eslovènia.

## Palmarès
- 2003
  - Vencedor d'una etapa al Gran Premi Guillem Tell
- 2004
  - 1r al Gran Premi Guillem Tell i vencedor d'una etapa
  - 1r al Gran Premi Palio del Recioto
  - 1r al Giro de la Vall d'Aosta i vencedor d'una etapa
  - Vencedor d'una etapa a la Volta a Eslovènia
- 2006
  - 1r a la Volta a Eslovènia i vencedor de 2 etapes
- 2007
  - 1r a la Volta a Eslovènia